# 10801 Lüneburg
10801 Lüneburg eller 1992 SK26 är en asteroid i huvudbältet som upptäcktes den 23 september 1992 av den tyske astronomen Freimut Börngen vid Tautenburg-observatoriet. Den är uppkallad efter de tyska staden Lüneburg.
Asteroiden har en diameter på ungefär 3 kilometer.